# Lewis Bate
Lewis Bate (Sidcup, 29 de octubre de 2002) es un futbolista británico que juega en la demarcación de centrocampista en el Stockport County F. C. de la League One.

## Biografía
Tras formarse como futbolista en las categorías inferiores del Leeds United F. C., finalmente el 9 de enero de 2022 debutó con el primer equipo en la FA Cup contra el West Ham United F. C. El encuentro finalizó con un resultado de 2-0 a favor del conjunto londinense tras los goles de Manuel Lanzini y Jarrod Bowen. Esa misma temporada participó en tres partidos de la Premier League.
El 4 de agosto de 2022 fue cedido al Oxford United F. C. para toda la campaña. La siguiente volvió a Leeds, pero solo jugó un encuentro y en enero de 2024 fue prestado al Milton Keynes Dons F. C. En junio de ese año abandonó definitivamente el club al firmar por el Stockport County F. C.

## Clubes
Actualizado al último partido disputado el 16 de enero de 2022.
| Club                              | País       | Año       | Partidos | Goles |
| --------------------------------- | ---------- | --------- | -------- | ----- |
| Leeds United F. C.                | Inglaterra | 2022      | 4        | 0     |
| Oxford United F. C. (cedido)      | Inglaterra | 2022-2023 | 35       | 1     |
| Leeds United F. C.                | Inglaterra | 2023-2024 | 1        | 0     |
| Milton Keynes Dons F. C. (cedido) | Inglaterra | 2024      | 22       | 0     |
| Stockport County F. C.            | Inglaterra | 2024-     | 36       | 2     |